# Cast
Cast é uma comuna francesa na região administrativa da Bretanha, no departamento Finisterra. Estende-se por uma área de 37,68 km². Em 2010 a comuna tinha 1 590 habitantes (densidade: 42,2 hab./km²).